# Tresco Heliport

i7
i11
i13
Der Tresco Heliport (IATA-Code: TSO, ICAO-Code: EGHT) war ein Hubschrauberlandeplatz auf der Insel Tresco vor der Südwestküste von England. Die Lande- und Startrichtung ist 07/25, der Heliport hat eine markierte Landefläche von 30 × 30 Meter und liegt auf einer Höhe von 6 Meter über dem Meeresspiegel. Die Gesamte Landefläche beträgt 320 Meter und ist ebenfalls mit Pistenmarkierung versehen.

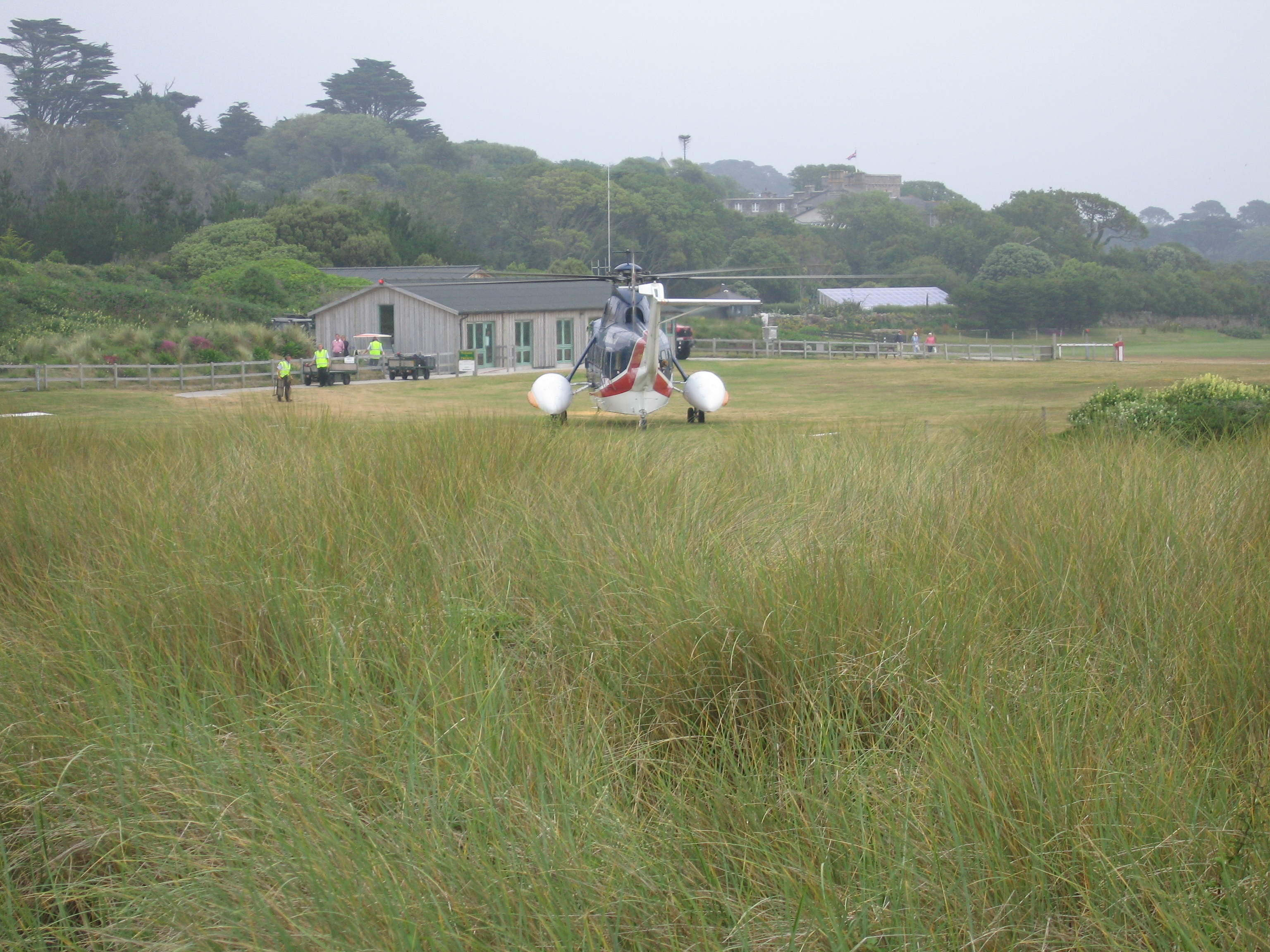
British International Helicopter Services auf Tresco Heliport

Der Heliport wurde am 26. April 1983 eröffnet. Im Sommer wurden täglich mehrmals Linienflüge von und zum Festland von der Fluggesellschaft British International Helicopters (ICAO-Code: BIH) durchgeführt. Am 31. Oktober 2012 wurden alle Flüge eingestellt und der Heliport geschlossen. Betreiber war Tresco Estates. Der Platz steht heute nur noch für Rettungsflüge zur Verfügung.